# Marie Bernays
Pour les articles homonymes, voir Bernays.
Marie Bernays (née le 13 mai 1883 à Munich et morte le 22 avril 1939 à Tuttlingen) est une femme politique, une pédagogue et militante des droits des femmes allemande. Elle apporte une contribution majeure au développement de la recherche sociale et du travail social professionnel. Elle cofonde l’École sociale pour femme à Mannheim et est députée de la République de Bade pour le Parti populaire allemand, de 1921 à 1925. Elle est aussi l'une des premières étudiantes à l'université de Heidelberg et l'une des premières femmes à obtenir un doctorat en Allemagne.

## Biographie
Marie Elise Hermione Bernays est née le 13 mai 1883 à Munich dans une famille juive très respectée et importante. Son père, Michael Bernays, converti au protestantisme en 1856, est un philologue, spécialiste de Goethe et Shakespeare et sa mère est Louise Johanna Rübke, venant d'une famille d'armateurs de Hambourg et veuve d'un précédent mariage. Elle est baptisée protestante,.
Son grand-père, Isaak Bernays (de) est rabbin et l'un des pionniers de l'orthodoxie juive. Sa cousine Martha Bernays est l'épouse de Sigmund Freud et son oncle Jacob Bernays est un philologue réputé.
Marie Bernays grandit à Munich, Karlsruhe et Heidelberg avec son demi-frère Hermann Uhde-Bernays (de) et son frère Ulrich Bernays (de). Jusqu'en 1901, elle étudie à Karlsruhe et Baden-Baden, puis suit une formation d'enseignante à Munich et y passe les examens (pour l'anglais et le français) au Königlichen Kreisbildungslehrerinenanstal en 1904.
En 1906, elle est diplômée en tant qu'étudiante externe d'un lycée humaniste de Heidelberg, et s'inscrit comme l'une des premières femmes dans les disciplines économie, philosophie et théologie à l'université de Heidelberg. En 1908, Marie Bernays commence un doctorat sur "L'histoire d'une filature de coton, son processus de production et ses ouvriers" (Die Geschichte einer Baumwollspinnerei, ihr Produktionsprozeß und ihre Arbeiterschaft). Sa thèse est supervisée par Alfred Weber pour la première partie et Max Weber pour la seconde,. La thèse est publiée en 1910. Dans l'avant-propos, elle raconte s'être faite engager dans une usine textile pour « observer de près la vie de l'usine et partager la vie et les activités des ouvriers comme l'une des leurs ».

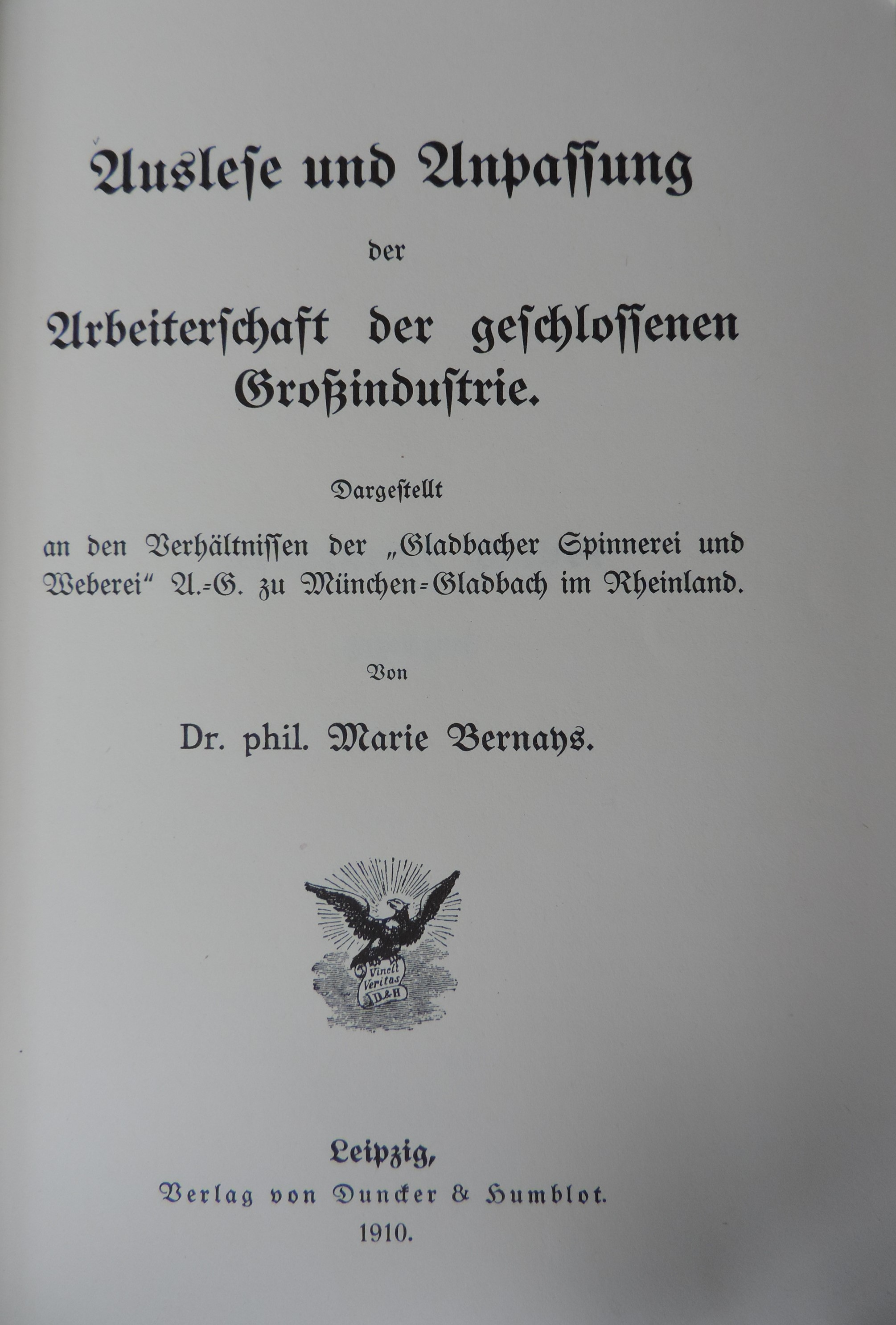
Thèse de doctorat de Marie Bernays sous forme de livre.

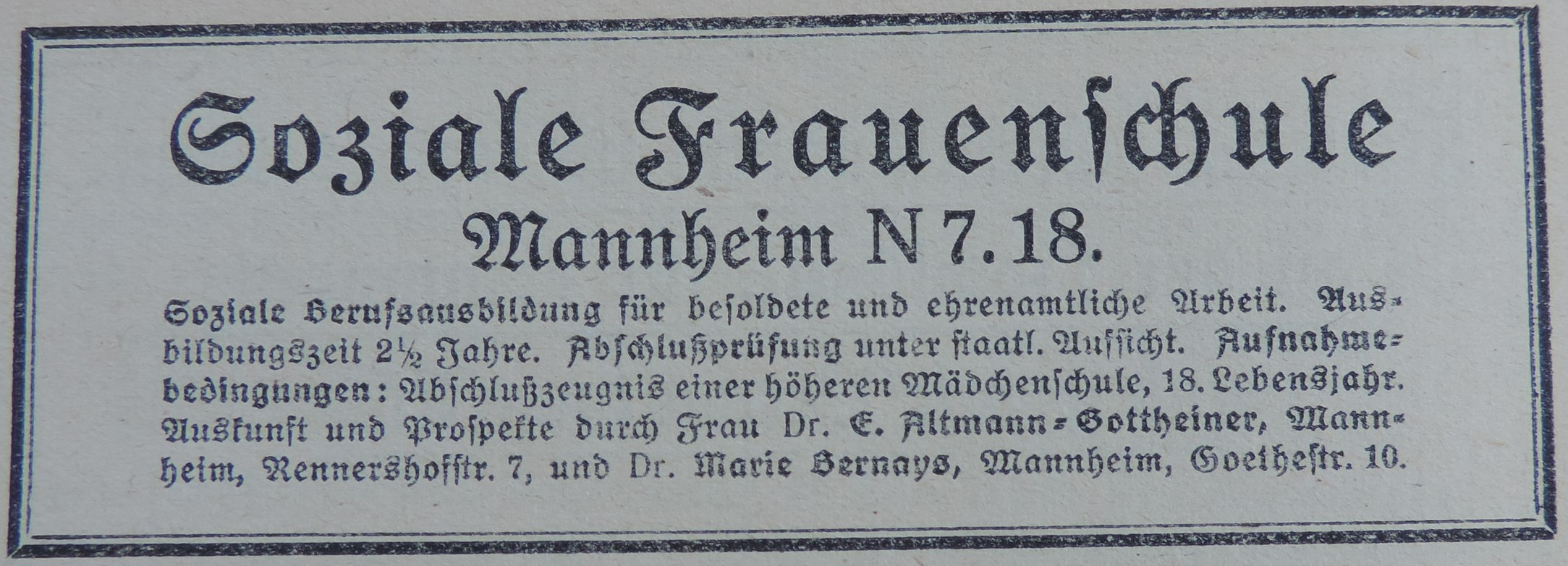
Publicité de l'école sociale des femmes de Mannheim, conservée dans les archives Ida-Seele.

Pendant la Première Guerre mondiale, elle est impliquée, comme de nombreuses militantes des droits des femmes, dans le Service national des femmes (de) de la ville de Mannheim, et s'intéresse particulièrement à la maison de jour de guerre pour les filles et les femmes sans emploi, construite en 1915. 

### L'École sociale pour femmes
Un an plus tard, avec Elisabeth Altmann-Gottheiner, Alice Bensheimer et Julie Bassermann, elle fonde, toujours à Mannheim, l’École sociale pour femmes qui a pour but de professionnaliser et revaloriser le domaine des soins traditionnellement féminins par une formation qualifiante. Marie Bernays en assure la direction de 1919 à 1932. En 1921, l’École est reconnue par l'État et le financement, initialement pris en charge par l'Association pour la formation des femmes, est assuré par la ville de Mannheim depuis 1928. Elle enseigne aussi la littérature sociale, l'ingénierie sociale, l'économie, la signification sociale du droit civil, le droit et l'administration de la justice. Marie Bernays se bat pour la reconnaissance des écoles sociales pour femmes comme écoles techniques supérieures.

« La lutte des écoles sociales allemandes pour leur caractère d'écoles techniques supérieures et pour la position professionnelle étroitement liée de l'infirmière sociale ne peut aboutir que si toutes les écoles sociales, comme les autres écoles supérieures, exigent la transmission d'un certain matériel de connaissances et un entraînement mental formel et on s'abstient enfin de ne faire que des suggestions de réflexion ou de discussion de cas pratiques ou de problèmes théoriques dans le contenu de la leçon. »Manfred Berger: Wer war… Marie Bernays?

L'école existe encore aujourd'hui, sous le nom de Collège technique des affaires sociales et fait partie de l'université des sciences appliquées de Mannheim depuis 2006. 
Marie Bernays participe régulièrement à des débats dans lesquels elle défend ses opinions conservatrices. En avril 1919, elle organise des soirées de discussion sociologique avec Eugen Leviné, alors révolutionnaire notoire.
Elle écrit d'innombrables articles et brochures sur des thèmes contemporains, notamment le rôle des femmes dans une démocratie, l'éducation des enfants et les meilleures méthodes de mise en œuvre du bien-être social dans une société industrielle complexe. 

### Députée
Marie Bernays est inscrite sur la liste nationale du Parti populaire allemand aux élections du Reichstag de 1920, bien qu'à la quatorzième place, ce qui la rend de fait non éligible. 
En 1921, elle est élue, à la suite de Marianne Weber, au parlement de la République de Bade pour le même parti et siège jusqu'en 1925. Son travail parlementaire est axé sur le domaine social de la protection de l'enfance et de la jeunesse, mais surtout sur les questions concernant les femmes. Elle milite pour l'expansion des écoles de femmes, pour de meilleures opportunités de carrière pour les femmes et pour leur admission dans le service judiciaire,.
Mais il devient rapidement clair que bon nombre des espoirs que les militantes des droits des femmes ont nourri après avoir obtenu le droit de vote en 1919, sont réduits à néant en raison de la prédominance masculine écrasante dans les parlements.

### Nazisme et fin de vie
À l'arrivée au pouvoir des nazis, Marie Bernays est mise en congé en 1933, puis licenciée à cause de ses origines juives et diffamée par la presse nazie. 
Affligée par la montée du nazisme et le virage du DVP vers la politique de droite, elle quitte Mannheim fin juillet 1933 et se rend brièvement à Munich. Elle finit par trouver refuge dans un couvent à Beuron. Là, elle donne des cours d'anglais aux pères bénédictins, gère la bibliothèque paroissiale et celle de son père qui lui est revenue en partie par héritage et dont elle fait don au monastère de Beuron.
Le 11 octobre 1933, Marie Bernays est baptisée à l'archevêché Saint-Martin de Beuron, selon le rite catholique romain. 
On lui diagnostique un cancer de l'utérus en 1938. Elle décide « dans ces circonstances de laisser les choses suivre leur cours pour entrer, par la porte sombre, dans une vie meilleure ». Le 22 avril 1939, elle meurt à l'hôpital de Tuttlingen, des suites du cancer de l'utérus. Elle est inhumée à Beuron.

## Hommages
Une rue de Mönchengladbach et une place de Mannheim rappellent Marie Bernays.

## Publications
- (de)Auslese und Anpassung der Arbeiterschaft der geschlossenen Großindustrie. Dargestellt an den Verhältnissen der Gladbacher Spinnerei und Weberei, Leipzig, Duncker & Humblot, 1910
- (de) Untersuchungen über die Schwankungen der Arbeitsintensität während der Arbeitswoche und während des Arbeitstages, Leipzig, Duncker & Humblot, 1912 Lire en ligne
- (de) Untersuchungen über den Zusammenhang von Frauenfabrikarbeit und Geburtenhäufigkeit in Deutschland, Schriften des Bundes Deutscher Frauenvereine, 1916
- (de)Die Frauen und die Deutsche Volkspartei, 1919 Lire en ligne
- (de) Die deutsche Frauenbewegung, Leipzig, Teubner, 1920 Lire en ligne
- Ein Jahr soziale Kriegsarbeit, Lire en ligne

## Sources et références
- (de) Cet article est partiellement ou en totalité issu de l’article de Wikipédia en allemand intitulé « Maria Bernays » (voir la liste des auteurs).

1. 1 2 3 4 5  « Bernays Marie - Detailseite - LEO-BW », sur www.leo-bw.de (consulté le 15 mars 2022)
2. 1 2 3  (en) John Haag, « Bernays, Marie (1883–1939) », sur www.encyclopedia.com (consulté le 15 mars 2022)
3. 1 2 3  (de) Sylvia Schraut, « Marie Bernays (13.5.1883 – 22.4.1939) », sur Frauen und Geschichte (consulté le 15 mars 2022)
4. ↑  (en) Wolfgang J. Mommsen et Jurgen Osterhammel, Max Weber and His Contempories, Routledge, 28 octobre 2013 (ISBN 978-1-135-03230-2, lire en ligne)
5. ↑  (en) Kathleen Canning, Languages of Labor and Gender: Female Factory Work in Germany, 1850-1914, University of Michigan Press, 2002 (ISBN 978-0-472-08766-2, lire en ligne)
6. ↑  (de) Manfred Berger, « Wer war… Marie Bernays? », Sozialmagazin,‎ 1999, p. 6-8
7. 1 2  (en) Peter G. J. Pulzer, Jews and the German State: The Political History of a Minority, 1848-1933, Wayne State University Press, 2003 (ISBN 978-0-8143-3130-9, lire en ligne)
8. 1 2  « Landtag Baden Württemberg - Bernays, Dr., Marie (Elise Hermine) », sur www.landtag-bw.de (consulté le 15 mars 2022)
9. 1 2 3  (de) Jakobus Kaffanke et Joachim Köhler, Mehr nützen als herrschen!: Raphael Walzer OSB, Erzabt von Beuron, 1918 - 1937, LIT Verlag Münster, 2008 (ISBN 978-3-8258-1327-7, lire en ligne)
10. ↑  « Marie-Bernays-Platz | MARCHIVUM », sur www.marchivum.de (consulté le 15 mars 2022)